# Krotz Springs
Krotz Springs ist eine Town im St. Landry Parish, Louisiana, am Atchafalaya River. Im Jahr 2020 hatte der Ort 904 Einwohner, Krotz Springs gehört zur Opelousas-Eunice Micropolitan Statistical Area.

## Geschichte
Um die Jahrhundertwende zum 20. Jahrhundert kaufte C. W. Krotz, ein Mann aus Ohio, 20.000 Acre (rund 8100 Hektar) Waldland im Atchafalaya Basin und errichtete ein Sägewerk, in dem die in den Sümpfen gefällten Bäume zugeschnitten wurden. Die kleine Siedlung um das Sägewerk entwickelte sich und erhielt den Namen Latania (nach dem französischen Ausdruck für Fächerpalmen, nach dem der gleichnamige Bayou benannt ist und nach den Palmenarten, die in dem Gebiet wachsen).
Krotz glaubte, dass sich unter seinem Land ein Rohölvorkommen befand und führte deswegen die erste Ölbohrung des St. Landry Parish durch, doch er traf auf Trinkwasser statt auf Rohöl. Die Quelle, die dem Ort schließlich ihren Namen gab, diente der Trinkwasserversorgung für die sich entwickelnde kleine Stadt. Krotz ließ das Wasser auch abfüllen und verkaufte es auch anderswo.
1900 wurde in der Stadt ein Postamt eingerichtet; dieses erhielt den Namen Krotz Springs.
Während der Amtszeit von Sheriff Cat Doucet (er war 1936–1940 und 1952–1968 Sheriff des Parishs) war Krotz Springs ein Zentrum für Glücksspiel und Prostitution, die in den Etablissements am U.S. Highway 190 blühte.

## Geographie
Krotz Springs’ geographische Koordinaten lauten 30° 32′ N, 91° 45′ W (30,537565, −91,754926).
Nach den Angaben des United States Census Bureaus hat der Ort eine Gesamtfläche von 4,5 km², wobei es keine nennenswerten Gewässerflächen im Gebiet der Town gibt.

## Demographie

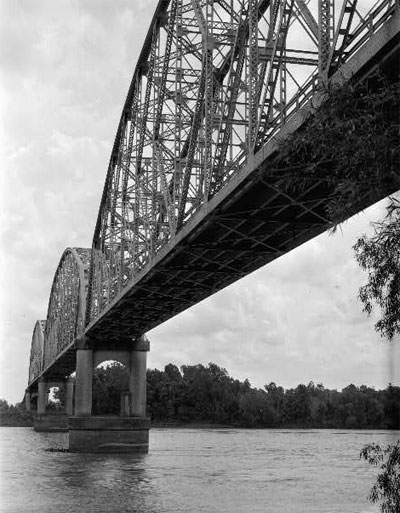
Alte Krotz Springs Bridge, den Atchafalaya River überspannend

Zum Zeitpunkt des United States Census 2000 bewohnten Krotz Springs 1219 Personen. Die Bevölkerungsdichte betrug 272,1 Personen pro km². Es gab 562 Wohneinheiten, durchschnittlich 125,4 pro km². Die Bevölkerung Krotz Springs’ bestand zu 99,10 % aus Weißen, 0,25 % Schwarzen oder African American, 0,08 % Native American, 0 % Asian, 0 % Pacific Islander, 0,08 % gaben an, anderen Rassen anzugehören und 0,49 % nannten zwei oder mehr Rassen. 0,74 % der Bevölkerung erklärten, Hispanos oder Latinos jeglicher Rasse zu sein.
Die Bewohner von Krotz Springs verteilten sich auf 490 Haushalte, von denen in 34,9 % Kinder unter 18 Jahren lebten. 52,4 % der Haushalte stellten Verheiratete, 11,8 % hatten einen weiblichen Haushaltsvorstand ohne Ehemann und 30,8 % bildeten keine Familien. 26,9 % der Haushalte bestanden aus Einzelpersonen und in 12,9 % aller Haushalte lebte jemand im Alter von 65 Jahren oder mehr alleine. Die durchschnittliche Haushaltsgröße betrug 2,49 und die durchschnittliche Familiengröße 2,99 Personen.
Die Bevölkerung verteilte sich auf 26,9 % Minderjährige, 11,4 % 18–24-Jährige, 28,0 % 25–44-Jährige, 20,2 % 45–64-Jährige und 13,5 % im Alter von 65 Jahren oder mehr. Der Median des Alters betrug 33 Jahre. Auf jeweils 100 Frauen entfielen 95,4 Männer. Bei den über 18-Jährigen entfielen auf 100 Frauen 87,2 Männer.
Das mittlere Haushaltseinkommen in Krotz Springs betrug 26.823 US-Dollar und das mittlere Familieneinkommen erreichte die Höhe von 31.842 US-Dollar. Das Durchschnittseinkommen der Männer betrug 29.167 US-Dollar, gegenüber 21.875 US-Dollar bei den Frauen. Das Pro-Kopf-Einkommen belief sich auf 13.914 US-Dollar. 22,5 % der Bevölkerung und 17,5 % der Familien hatten ein Einkommen unterhalb der Armutsgrenze, davon waren 25,6 % der Minderjährigen und 18,3 % der Altersgruppe 65 Jahre und mehr betroffen.

## Drehort für Filme
- 1966 wurden die Gefängnisszenen des Filmes Nevada Smith mit Steve McQueen westlich von Krotz Springs am 2 O’Clock Bayou gedreht.
- 1969 entstanden die Szenen am Schluss von Easy Rider mit Peter Fonda und Dennis Hopper, in denen die beiden Hauptpersonen erschossen werden.
- 1998 entstand die Szene des Filmes Out of Sight mit George Clooney und Jennifer Lopez, in der das Auto auf der Atchafalaya River Bridge von der US-190 abkommt.

## Zugehörigkeit zu Kirchengemeinschaften
Beim United States Census 2010 erklärten 77,39 % der antwortenden Bevölkerung, zu einer Glaubensgemeinschaft gehören. Davon waren 86,5 % römisch-katholisch, 9,4 % waren Southern Baptists und 2,4 % Angehörige der Gemeinden Christi.